# تاونسند هریس
تاونسند هریس (۳ اکتبر ۱۸۰۴–۲۵ فوریه ۱۸۷۸) تاجر موفق و سیاستمدار اهل نیویورک بود. او اولین سر کنسول ایالات متحده آمریکا در ژاپن است و مذاکره ای که منجر به بستن پیمان هریس بین آمریکا و ژاپن شد توسط او انجام گرفت. او اولین دیپلماتی است که در دوره ادو درهای امپراتوری ژاپن را بر روی فرهنگ و تجارت خارجیان گشود. هریس در ۲۱ ژوئیه ۱۸۵۶ وارد بندر شیمودا در ژاپن شد.
۱۹ ژوئن ۱۸۵۶ سر کنسول آمریکا تاونسند هریس قرارداد جدیدی را با ژاپن امضاء کرد که بر طبق آن بندرها بیشتری بر روی کشتی‌های آمریکایی گشوده شد و اتباع آمریکایی از محاکمه در دادگاه‌های ژاپن معاف شدند و همچنین در مورد حقوق گمرکی پیمانی بسته شد. در مورد شرایط واگذاری کشتی و سلاح و اعزام کارشناسان آمریکایی به ژاپن نیز توافق شد.